# Ljubica Štefan
Ljubica Štefan (Prilep, 1921. – Zagreb, 17. ožujka 2002.), bila je hrvatska povjesničarka. Publicističke i znanstvene radove iz suvremene povijesti počela je objavljivati tek krajem 1980-ih godina. Dobitnica je izraelskoga priznanja Pravednik među narodima.

## Životopis
Ljubica Štefan rođena je 1921. godine u Prilepu. Osnovnu školu i gimnaziju pohađala je u raznim hrvatskim mjestima. Maturirala je u Krku 1939. godine. Studij je započela na Filozofskom fakultetu u Zagrebu 1939. godine, a završila 1949. godine u Beogradu, gdje diplomirala slavistiku. Kao profesorica slavistike radila je u Beogradu, Kosovu i Vojvodini.
Drugi svjetski rat provela je kod strica Luje Štefana u Karlovcu. Zajedno su spašavali pripadnike židovskoga naroda za vrijeme ustaške vlasti u NDH za što su oboje od izraelske države, odnosno centra Yad Vashem, 1992. godine, dobili priznanje Pravednik među narodima. Imena su im uklesana na mramornoj ploči na Zidu časti u Vrtu pravednika. Na izričit pisani zahtjev uz njihova imena prvi je puta u memorijalnom centru Yad Vashem uklesan naziv CROATIA.
Na svjetlo dana iznijela je i dokumente o susretu predstavnika Srpske pravoslavne crkve s njemačkim vojnim vlastima kada su im iskazali odanost, a objavila je i dokument o apelu 500 najznačajnijih predstavnika (intelektualaca) srpskog naroda u kojem se Srbe poziva na suradnju s nacistima i borbu protiv komunista i Židova.
Radila je kao profesorica u Bosni, Vojvodini, Kosovu i Beogradu. Živjela je u Beogradu do 1992. godine, kada se vraća u Hrvatsku.
Krajem 1980-ih počinje objavljivati povijesne radove, isprva anonimno, odnosno skrivena iza pseudonima (Edo Bojović), tuđeg imena (Tomislav Vuković) ili nije uopće navedena kao autor već je potpisan glavni urednik (Bojan Korsika, Časopis za kritiku znanosti), zbog opasnosti koja bi joj u Beogradu mogla prijetiti.[nedostaje izvor] Poslije dolaska u Zagreb 1992. godine radove objavljuje pod svojim imenom. Objavljivala je u mnogim tjednicima, dnevnim novinama i časopisima (Hrvatsko slovo, Hrvatski obzor, Vjesnik i inima.) te sudjelovala na savjetovanjima i stručnim i znanstvenim skupovima.
Ljubica Štefan umrla je 17. ožujka 2002. godine u Zagrebu, kremirana je na zagrebačkom Krematoriju, a prema pokojničinoj želji njezin pepeo posipan je 25. ožujka 2002. godine na Sunčanoj poljani Gaja urni.

## Prijepori
- Ljubica Štefan je zastupala prijeporno gledište, koje je prvi objavio dr. Franjo Tuđman u svojim Bespućima, kako je Sabirni logor Jasenovac između 1945. i 1948. godine bio mjesto pogubljenja zarobljenih domobrana, ustaša i drugih neprijatelja tadašnjeg komunističkog režima.[5] Toj teoriji su se dugo protivili neki povjesničari Drugoga svjetskog rata na području bivše Jugoslavije kao i sam muzej u Jasenovcu.[6]
- Drugi prijepor je onaj glede Nikole Tesle i tezi o hrvatskom podrijetlu njegovih predaka čemu se protive neki hrvatski i međunarodni stručnjaci koji govore o njegovom srpskom podrijetlu. Ljubica Štefan tvrdi kako je za boravka u Beogradu vidjela dijelove neobjavljenog Teslinog dnevnika u kojem on govori o hrvatskom podrijetlu svojih predaka. Zapis iz tajnog dnevnika Nikole Tesle objavljen je i u knjizi dr. Petra Vučića Govor Hrvatima o ispravnom putu, na 55. stranici.[7]

## Djela

### Knjige objavljene anonimno
- Srbija i Albanci: pregled politike Srbije prema Albancima od 1878. do 1914. godine: knjiga prva, Srbija i Albanci: pregled politike Srbije prema Albancima od 1913. do 1945. godine: knjiga druga, Srbija i Albanci: pregled politike Srbije prema Albancima od 1945. do 1989. godine: knjiga treća, "Časopis za kritiko znanosti", Ljubljana, 1989. (Objavljeno u tri djela, kao izvanredni brojevi časopisa br. 126-128. Nije naveden autor, nego samo Bojan Korsika kao glavni urednik.)
- Srpska pravoslavna crkva i Srbija u II. svjetskom ratu, (Objavljeno početkom 1990. kao podlistak u Glasu Koncila. Feljton je, od materijala kojeg je poslala iz Beograda i u dogovoru s njom, priredio i objavio pod svojim imenom Koncilov novinar Tomislav Vuković.)
- Mozaik izdaje, Hrvatsko književno društvo sv. Ćirila i Metoda, Zagreb, 1991. (Potpisao Tomislav Vuković.)[8]
- Pregled srpskog antisemitizma, Alatir, Zagreb, 1992. (Pokraj Tomislava Vukovića knjigu potpisuje svojim pseudonimom Edo Bojović.)

### Knjige objavljene pod svojim imenom
- Od bajke do holokausta, Ministarstvo vanjskih poslova, Zagreb, 1993. (Objavljeno na hrvatskom i engleskom jeziku. Knjiga obrađuje suradnju Srbije i okupatora u Drugom svjetskom ratu i srpski genocid nad Židovima.)
- Srpska pravoslavna crkva i fašizam, Globus, Zagreb, 1996. (2. izd., 2023.)
- Stepinac i Židovi, Croatiaprojekt, Zagreb, 1998.
- El antisemitismo historico de Serbia, Buenos Aires, 1998., (zajedno s Tomislavom Vukovićem).[9]
- Istinom i činjenicama za Hrvatsku, HKZ - Hrvatsko slovo, Zagreb, 1999.
- Mitovi i zatajena povijest, "K. Krešimir" i "Slovo M", Zagreb, 1999.
- Srbija i Albanci: pregled politike Srbije prema Albancima od 1878. do 1989. godine, Detecta, Velika Gorica, 2021.

## Poveznice
- Nagrada Ljubica Štefan

## Vanjske poveznice
- (engl.) From Fairy Tale to Holocaust  Arhivirana inačica izvorne stranice od 29. srpnja 2013. (Wayback Machine), knjiga na stranicama HIC
- Ljubica Štefan: Poslijeratni Titov logor Jasenovac  Arhivirana inačica izvorne stranice od 29. prosinca 2014. (Wayback Machine)
- Oskar Šarunić o Ljubici Štefan  Arhivirana inačica izvorne stranice od 29. prosinca 2014. (Wayback Machine)
- Oskar Šarunić Četvrta obljetnica smrti Ljubice Štefan  Arhivirana inačica izvorne stranice od 29. rujna 2007. (Wayback Machine)